# Aysenoides parvus
Aysenoides parvus là một loài nhện trong họ Anyphaenidae.
Loài này thuộc chi Aysenoides. Aysenoides parvus được M. J. Ramírez miêu tả năm 2003.